# Аеропорт (Охотський район)
Аеропо́рт (рос. Аэропорт) — селище у складі Охотського району Хабаровського краю, Росія. Входить до складу Булгінського сільського поселення.

## Населення
Населення — 427 осіб (2010; 658 у 2002).
Національний склад (станом на 2002 рік):
- росіяни — 90 %